# Onkogeny Agrobacterium
Onkogeny Agrobacterium – zespół genów wchodzących w skład plazmidu Ti bakterii rodzaju Agrobacterium.
Geny tego zespołu kodują białka uczestniczące w syntezie fitohormonów (auksyn i cytokinin) pobudzających podziały komórek roślinnych. Ulegają uaktywnieniu w tkankach zakażonych roślin i powodują w wyniku tego powstawanie narośli w formie guzów lub skupisk patologicznych korzeni czy pędów (teratomy pędowe i korzeniowe).
Stosowane tradycyjne słownictwo (onkogeny) nawiązuje do terminologii chorób nowotworowych zwierząt i ludzi, jakkolwiek wiadomo, że istnieją znaczne różnice pomiędzy mechanizmami tych chorób a zmianami wywoływanymi u roślin przez Agrobacterium.